# Saint-Julia-de-Bec
Saint-Julia-de-Bec är en kommun i departementet Aude i regionen Occitanien  i södra Frankrike. Kommunen ligger  i kantonen Quillan som ligger i arrondissementet Limoux. År 2022 hade Saint-Julia-de-Bec 99 invånare.

## Befolkningsutveckling
Antalet invånare i kommunen Saint-Julia-de-Bec
Referens: INSEE